# Образование в Южна Корея
Южно-корейската образователна система предвижда образованието да се провежда в следните степени училища:
- начални училища (6 години),
- средни училища (3 години),
- гимназии (3 години) и
- колежи и университети (от 2 до 4 години) с магистърски и докторски програми.

Началното образование е задължително за всички деца от 6 до 11-годишна възраст. Програмата се състои от 8 основни предмета: корейски език, математика, обществени науки, природо-знание, етика, физическо възпитание и изкуства.
Учениците в така нареченото „средно училище“ (на български средно училище е това училище, което дава средно образование) – подобно на прогимназията в България, изучават определен брой задължителни учебни предмети (например английски език), както и избираеми предмети, които са с техническа или професионална насоченост.
След това учениците могат да избират между обикновени гимназии и професионални училища. Учебната програма в гимназията е доста натоварена, тъй като конкуренцията между кандидат-студентите е изключително голяма.
Южна Корея е първата страна в света, която осигурява интернет достъп до всяко начално, средно и висше учебно заведение на територията ѝ.